# Gammarus flabellifera
Gammarus flabellifera is een vlokreeftensoort uit de familie van de Gammaridae. De wetenschappelijke naam van de soort is voor het eerst geldig gepubliceerd in 1856 door Stimpson.